# Untere Kochertalbahn
| |                      |                                                             |                                                             |
| Streckennummer: | 9491                 |                                                             |                                                             |
| Kursbuchstrecke (DB): | 782 (1993)           |                                                             |                                                             |
| Kursbuchstrecke: | 322c (1946)          |                                                             |                                                             |
| Streckenlänge: | 22,6 km              |                                                             |                                                             |
| Spurweite: | 1435 mm (Normalspur) |                                                             |                                                             |
| Maximale Neigung: | 8,3 ‰                |                                                             |                                                             |
| Minimaler Radius: | 180 m                |                                                             |                                                             |
| Streckengeschwindigkeit: | 50 km/h              |                                                             |                                                             |
| |                      |                                                             |                                                             |
| \| \| \| von Würzburg \| \| \| \| \| von Heidelberg \| \| \| \| \| von Meckesheim \| \| \| \| \| \| \| \| \| 0,0 \| Bad Friedrichshall Hbf (ehem. Bad Friedrichshall-Jagstfeld) \| Bad Friedrichshall Hbf (ehem. Bad Friedrichshall-Jagstfeld) \| \| \| \| \| \| \| \| \| nach Stuttgart \| \| \| \| 1,1 \| Kochendorf Nord \| Kochendorf Nord \| \| \| 2,6 \| Kocher (83 m) \| Kocher (83 m) \| \| \| 4,1 \| Oedheim \| Oedheim \| \| \| 8,1 \| Degmarn \| Degmarn \| \| \| 9,7 \| Kochertürn \| Kochertürn \| \| \| 11,3 \| Neuenstadt West \| Neuenstadt West \| \| \| 11,4 \| Brettach (12 m) \| Brettach (12 m) \| \| \| 12,0 \| Neuenstadt (Kocher) \| Neuenstadt (Kocher) \| \| \| 13,0 \| Kocher (80 m) \| Kocher (80 m) \| \| \| 13,2 \| A 81 \| A 81 \| \| \| 14,2 \| Gochsen \| Gochsen \| \| \| 17,5 \| Kochersteinsfeld \| Kochersteinsfeld \| \| \| 20,5 \| Möglingen (Kocher) \| Möglingen (Kocher) \| \| \| 21,0 \| Kocher (89 m) \| Kocher (89 m) \| \| \| 22,6 \| Ohrnberg \| Ohrnberg \| |                      |                                                             |                                                             |
| Strecke |                      | von Würzburg                                                | von Würzburg                                                |
| Abzweig geradeaus und von rechts |                      | von Heidelberg                                              | von Heidelberg                                              |
| Abzweig geradeaus und von rechts |                      | von Meckesheim                                              | von Meckesheim                                              |
| |                      |                                                             |                                                             |
| Bahnhof | 0,0                  | Bad Friedrichshall Hbf (ehem. Bad Friedrichshall-Jagstfeld) | Bad Friedrichshall Hbf (ehem. Bad Friedrichshall-Jagstfeld) |
| |                      |                                                             |                                                             |
| Abzweig ehemals geradeaus und nach rechts |                      | nach Stuttgart                                              | nach Stuttgart                                              |
| Haltepunkt / Haltestelle (Strecke außer Betrieb) | 1,1                  | Kochendorf Nord                                             | Kochendorf Nord                                             |
| Brücke über Wasserlauf (Strecke außer Betrieb) | 2,6                  | Kocher (83 m)                                               | Kocher (83 m)                                               |
| Bahnhof (Strecke außer Betrieb) | 4,1                  | Oedheim                                                     | Oedheim                                                     |
| Haltepunkt / Haltestelle (Strecke außer Betrieb) | 8,1                  | Degmarn                                                     | Degmarn                                                     |
| Bahnhof (Strecke außer Betrieb) | 9,7                  | Kochertürn                                                  | Kochertürn                                                  |
| Haltepunkt / Haltestelle (Strecke außer Betrieb) | 11,3                 | Neuenstadt West                                             | Neuenstadt West                                             |
| Brücke über Wasserlauf (Strecke außer Betrieb) | 11,4                 | Brettach (12 m)                                             | Brettach (12 m)                                             |
| Bahnhof (Strecke außer Betrieb) | 12,0                 | Neuenstadt (Kocher)                                         | Neuenstadt (Kocher)                                         |
| Brücke über Wasserlauf (Strecke außer Betrieb) | 13,0                 | Kocher (80 m)                                               | Kocher (80 m)                                               |
| Strecke mit Straßenbrücke (Strecke außer Betrieb) | 13,2                 | A 81                                                        | A 81                                                        |
| Bahnhof (Strecke außer Betrieb) | 14,2                 | Gochsen                                                     | Gochsen                                                     |
| Bahnhof (Strecke außer Betrieb) | 17,5                 | Kochersteinsfeld                                            | Kochersteinsfeld                                            |
| Haltepunkt / Haltestelle (Strecke außer Betrieb) | 20,5                 | Möglingen (Kocher)                                          | Möglingen (Kocher)                                          |
| Brücke über Wasserlauf (Strecke außer Betrieb) | 21,0                 | Kocher (89 m)                                               | Kocher (89 m)                                               |
| Kopfbahnhof Streckenende (Strecke außer Betrieb) | 22,6                 | Ohrnberg                                                    | Ohrnberg                                                    |

Die Untere Kochertalbahn war eine normalspurige private Nebenbahn der Württembergischen Eisenbahn-Gesellschaft (WEG) im nördlichen Württemberg. Sie führte als Stichbahn von Bad Friedrichshall nach Ohrnberg und folgte dem Unterlauf des Kochers.
Mit einer Länge von 22,6 km war sie die längste Strecke der WEG. Sie wurde in zwei Etappen eröffnet: Am 15. September 1907 erreichte die Bahn Neuenstadt, am 1. August 1913 wurde sie bis Ohrnberg verlängert. Nach der Einstellung des Betriebs zum 27. Dezember 1993 scheiterte die zunächst geplante Integration in das Netz der Heilbronner Stadtbahn. Die Trasse ist nun als Radwanderweg befahrbar.

## Geschichte

### Vorgeschichte, Planung und Bau

Ankunft des Eröffnungszuges am 1. August 1913 in Ohrnberg

Neuenstadt lag im Zeitalter vor dem Eisenbahnbau an der Postkutschen-Route von Heilbronn über Mergentheim nach Würzburg und war damit verkehrstechnisch gut erschlossen. Mit der durchgehenden Eröffnung der Linie Stuttgart–Heilbronn–Würzburg (heutige Frankenbahn) 1869, die von Jagstfeld aus in nördliche Richtung entlang der Jagst verlief (Westliche Gabelbahn), geriet Neuenstadt ins Abseits. Abhilfe versprachen die Planungen für den Bau der 1862 eröffneten Kocherbahn Heilbronn–Hall, die über Neckarsulm und den Unterlauf des Kochers ostwärts geführt werden sollte. Allerdings gelang es den Orten im Weinsberger Tal und der Stadt Heilbronn, eine südlichere Streckenführung über Weinsberg unter Umgehung Neckarsulms und Neuenstadts durchzusetzen, für die der aufwändige Bau des Weinsberger Tunnels in Kauf genommen wurde. Beweggrund für Heilbronn waren die Pläne des württembergischen Staats für einen Neckarhafen als Umschlagort zwischen Schiff und Schiene in Neckarsulm, so dass Heilbronn als alleiniger Verkehrsknoten der Region seine Vorrangstellung in Gefahr sah.
Nachdem weder der Anschluss über die Kocherbahn noch über die Westliche Gabelbahn gelang, petitionierten die Städte und Gemeinden 1873 um den Bau einer Bahnstrecke im unteren Kochertal, allerdings ohne Erfolg. 19 Jahre später, anlässlich der Eröffnung der Kochertalbahn Waldenburg–Künzelsau am 1. Oktober 1892, stellte der württembergische Ministerpräsident von Mittnacht eine Verlängerung der Strecke kocherabwärts in Aussicht. Unter Berufung darauf reichten die Anlieger bald danach eine Eingabe für den Weiterbau ein, die von der württembergischen Regierung jedoch mit Verweis auf mangelnde Planungskapazitäten und die starke Belastung durch den Bau von Hauptbahnen abgelehnt wurde. Zu einer Verlängerung der Kochertalbahn kam es erst 1924, allerdings nur bis Forchtenberg.
Während Heilbronn und Neckarsulm durch die Industrialisierung aufblühten und sich Jagstfeld zu einem wichtigen Eisenbahnknoten entwickelte, führte der fehlende Verkehrsanschluss im unteren Kochertal zu einer schleichenden Entvölkerung. In Neuenstadt schrumpften Handel und Gewerbe. Neue Hoffnung brachte die Konzessionierung privater Eisenbahnunternehmen in Württemberg seit den 1890er Jahren. Am 15. April 1898 formierte sich aus Neuenstadt und den Gemeinden Kochertürn, Degmarn und Oedheim ein Eisenbahn-Komitee, das das Unternehmen Arthur Koppel mit Studien für eine Bahn beauftragte. Erste Vorschläge, die Strecke von der Oberamtsstadt Neckarsulm oder von Kochendorf aus ins Kochertal zu führen, fanden nicht die Zustimmung der vier Gemeinden und der königlichen Regierung, da ein Anschluss an den Bahnknoten Jagstfeld (heute Bad Friedrichshall Hauptbahnhof) verkehrsgünstiger und damit wirtschaftlicher erschien. Auch die topografischen Verhältnisse sprachen gegen Neckarsulm aus Ausgangspunkt.

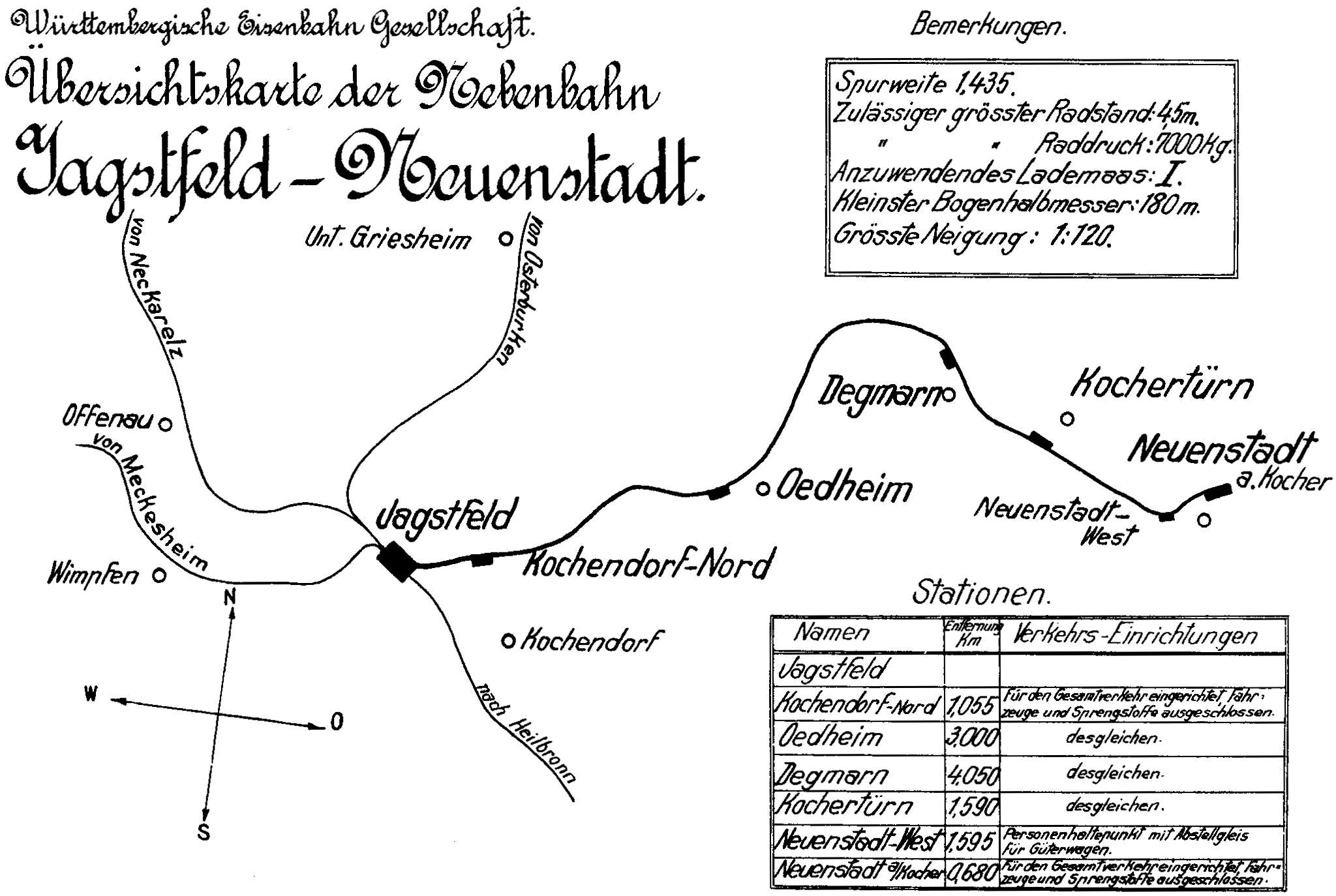
Übersichtskarte aus der Zeit des Streckenbaus

Koppel schlug daraufhin am 18. Dezember 1898 eine Schmalspurbahn mit einer Spurweite von 750 Millimetern von Jagstfeld nach Neuenstadt vor. Am 25. Januar 1899 einigten sich Koppel und die Kommunen auf die genaue Streckenführung, die Lage der Bahnhöfe und die weiteren Formalitäten. Die Kommunen hatten Grund und Boden für die Trasse kostenlos zur Verfügung zu stellen und darüber hinaus einen einmaligen Zuschuss von 50.000 Mark pro Bahn-Kilometer zu leisten. Daraufhin legten die Orte die Planungen der württembergischen Regierung vor, die am 29. Juli 1899 die Konzession für den Bau der Schmalspurbahn erteilte und einen staatlichen Zuschuss von 20.000 Mark pro Bahn-Kilometer bewilligte. Dies motivierte auch die Gemeinden entlang des Kochers zwischen Neuenstadt und Künzelsau, um einen Lückenschluss zur Kochertalbahn Waldenburg–Künzelsau zu ersuchen.
Zwischenzeitlich löste sich am 13. Mai 1899 die WEG mit dem Koppel-Bevollmächtigten Köhler als erstem Direktor aus dem Unternehmen Arthur Koppel heraus. Die WEG übernahm landesweit sieben weitere Bau- und Betriebs-Konzessionen für Nebenbahnen von Koppel. Sie begutachtete die vorliegenden Pläne und schlug aufgrund der günstigen Geländeverhältnisse und der Wirtschaftlichkeit (Güterwagen konnten durchgehend befördert werden) eine Anpassung auf Normalspur vor. Die Kommunen stimmten dem zu und verpflichteten sich mit dem neuen Vertrag vom 2. Januar 1901, die Mehrkosten von 5000 Mark pro Bahnkilometer selbst zu tragen. Der Staat Württemberg genehmigte das Vorhaben mit seiner neuen Konzession vom 25. Juli 1902. Diese sah nun einen staatlichen Zuschuss von 28.000 Mark pro Kilometer, maximal aber 338.000 Mark vor. Der Streckenbau war binnen vier Jahren zu vollenden.

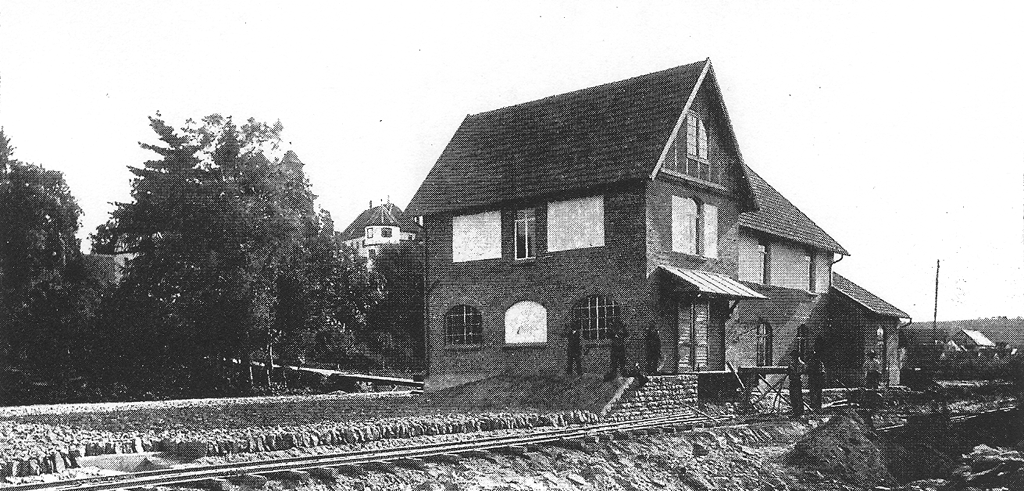
Bahnhof in Neuenstadt vor seiner Eröffnung (1907)

Ende 1904 konnten die Bauarbeiten aus westlicher Richtung mit der Strecke durch Jagstfeld und der Kocherbrücke bei Hagenbach in Angriff genommen werden. Beim Bau des oberen Teilstücks kam es dagegen zu Verzögerungen: Da sich Neuenstadt und Bürg nicht über die Lage des Endbahnhofs einigen konnten – Bürg forderte den Bahnhof direkt auf der gegenüberliegenden Seite des Kochers –, kündigte Bürg seine Unterstützung für das Projekt auf. Erst als die anderen Kommunen den offenen Betrag übernahmen, konnte 1906 der Bau am östlichen Streckenende aufgenommen werden.
Mit einem Jahr Verzögerung gegenüber der staatlichen Vorgabe wurden die Bauarbeiten 1907 abgeschlossen. Der Bau verlief ohne größere Unfälle; die Baukosten beliefen sich auf 1,49 Millionen Mark. Am 14. September 1907 fand schließlich die feierliche Einweihung der Nebenbahn Jagstfeld–Neuenstadt statt. Am darauf folgenden Tag nahm die WEG den regulären Betrieb auf.

### Verlängerung nach Ohrnberg
Noch während des Baus bis Neuenstadt nahm die WEG Planungen für die Verlängerung der Strecke nach Ohrnberg auf, nachdem Anfang 1907 die Gemeinden Gochsen, Kochersteinsfeld, Möglingen und Ohrnberg für die Verlängerung der Strecke petitioniert hatten. Württemberg erteilte der WEG am 17. Mai 1910 die Konzession für Bau und Betrieb der Verlängerung mit einer Laufzeit bis zum 1. November 2000. Pro Bahn-Kilometer betrug der staatliche Zuschuss 30.000 Mark. Die Anlieger-Gemeinden verpflichteten sich, in Summe 80.000 Mark beizutragen und Grund und Boden unentgeltlich zur Verfügung zu stellen.
Am 1. November 1911 konnten die Bauarbeiten aufgenommen werden, die den Bau zweier weiterer Brücken über den Kocher einschlossen. Die Bauzeit erstrecke sich über anderthalb Jahre bis Juli 1913, die Baukosten betrugen 1,072 Mio. Mark. Am 1. August 1913 konnte der Abschnitt Neuenstadt–Ohrnberg der Unteren Kochertalbahn feierlich eröffnet werden. Die Vervollständigung des Nebenbahnnetzes auf dem Gebiet des heutigen Landkreises Heilbronn fand damit ihren Abschluss.
1924 verlängerte die Deutsche Reichsbahn die Kochertalbahn Waldenburg–Künzelsau noch bis Forchtenberg. Der rund 13 Kilometer lange Lückenschluss zwischen Forchtenberg und Ohrnberg kam – obwohl noch 1953 am 40-jährigen Bestehen der Strecke bis Ohrnberg debattiert – nicht mehr zu Stande. Planungen für eine Fortsetzung von Ohrnberg nach Öhringen oder nach Brettach–Bitzfeld–Bretzfeld erwiesen sich ebenfalls als nicht mehr realisierbar.

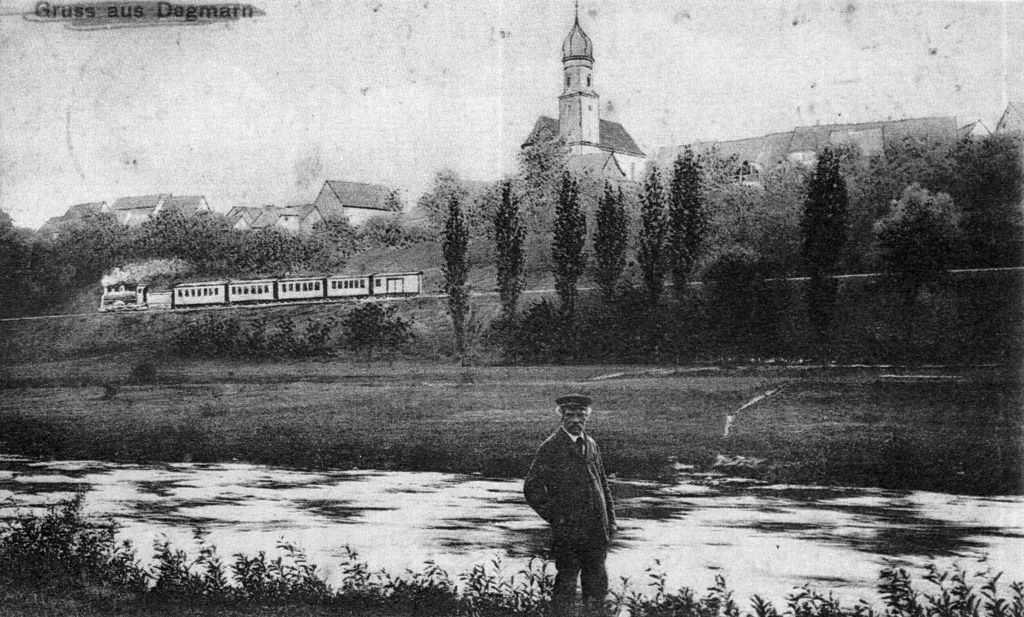
1908 gelaufene Postkarte von Melchior Ruoff mit Ansicht von Degmarn, in die in Erwartung der Bahn ein fiktiver Personenzug eingezeichnet wurde

### Weitere Entwicklung (1912–1990)
Nach der Eröffnung entwickelte sich das Verkehrsaufkommen vielversprechend. Bis zum Ersten Weltkrieg beförderte die Bahn jährlich rund 120.000 Personen. Dank des wirtschaftlichen Aufschwungs in den späteren 1920er Jahren erhöhte sich das Verkehrsaufkommen bis auf 350.000 Personen pro Jahr. Da wegen des Ersten Weltkriegs und der Krisen in den 1920er Jahren notwendige Instandhaltungsarbeiten an der Strecke unterblieben, konnte erst 1933 eine Sanierung in Angriff genommen werden.
Während der NS-Zeit wurde 1937 für den Militärflugplatz Oedheim auf Höhe des heutigen Hirschfeldparks ein Anschlussgleis eingerichtet, das rund zwei Kilometer in südöstlicher Richtung aus dem Kochertal herausführte. Gegen Ende des Zweiten Weltkriegs erlitt die Strecke schwere Schäden, besonders durch Tieffliegerangriffe und Bombenabwürfe im Bereich des Bahnhofs Bad Friedrichshall-Jagstfeld, bei denen auch das Empfangsgebäude zerstört wurde. Am 8. November 1944 traf eine Bombe das Bahngleis nahe der Kocherbrücke bei Bad Friedrichshall-Hagenbach, der Betrieb konnte jedoch vorerst fortgesetzt werden. Erst nachdem die Wehrmacht auf ihrem Rückzug nach Süden am 1. April 1945 zwischen 18:00 und 20:00 Uhr alle drei Kocherbrücken gesprengt hatte, war kein Zugverkehr mehr möglich.
Im Laufe des Jahres 1946 konnte der Betrieb wiederaufgenommen werden: am 15. August bis Neuenstadt, am 23. September bis Möglingen und am 21. Dezember bis Ohrnberg. Von 1944 bis Kriegsende wurden auf dem Flugplatz die Wracks abgeschossener alliierter Flugzeuge gesammelt, die über das Anschlussgleis hierher gelangten. Nachdem der Schrottlagerplatz 1948 aufgelöst worden war, wurde das Gleis überflüssig und bald darauf entfernt.
Von 1951 bis 1952 errichtete die Deutsche Bundesbahn (DB) für das zerstörte Empfangsgebäude des Bahnhofs Bad Friedrichshall-Jagstfeld einen Neubau. Das bis zur Zerstörung in Insellage gelegene Gebäude wurde durch einen Bau auf der östlichen Seite der Bundesbahn-Anlagen ersetzt, an der sich zuvor die Personenzug-Gleise der WEG befunden hatten. Ab diesem Zeitpunkt nutzte die WEG die Anlagen der DB für den Personenverkehr mit.
Die WEG gehörte zu den ersten Privatbahnen in Deutschland, die zur Erhöhung der Wirtschaftlichkeit konsequent von Dampflokomotiven auf Dieseltriebwagen umstellte. So ersetzte der fabrikneue Dieseltriebwagen T 06 1956 alle drei vorhandenen Dampflokomotiven, was eine deutliche Reduzierung der Fahrzeit ermöglichte. Dennoch nahm der Personenverkehr ab den frühen 1950er Jahren kontinuierlich ab, neben dem zunehmenden Individualverkehr auch bedingt durch die 1949 von der WEG eingerichtete Buslinie, die das untere Kochertal mit Doppeldeckerbussen ohne notwendiges Umsteigen und mit kürzerer Fahrzeit an Neckarsulm und Heilbronn anschloss. 1955 übernahm die neu gegründete WEG-Tochter WEG-Kraftverkehrs-GmbH (KVG) den Busbetrieb.

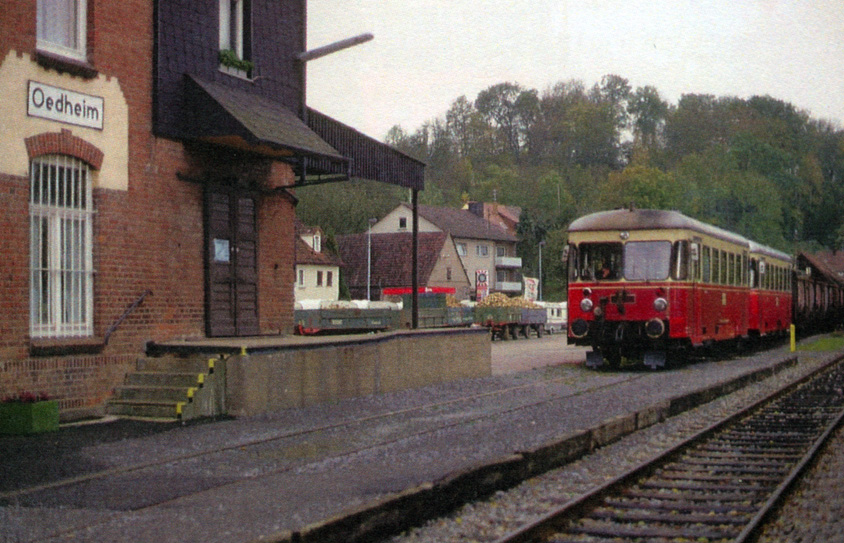
Rübenkampagne in Oedheim (Oktober 1992)

Der per Bahn abgewickelte Schülerverkehr zu den neuen Mittelpunktschulen in Neuenstadt und Bad Friedrichshall sorgte für eine Grundlast im Personenverkehr, war aber wenig profitabel. Der Güterverkehr entwickelte sich nach dem Zweiten Weltkrieg ambivalent: Neue Gleisanschlüsse zu Industriebetrieben in Bad Friedrichshall-Kochendorf und Neuenstadt sorgten für einen zeitweiligen Anstieg. In den 1970er Jahren nahm der Güterverkehr im Herbst durch eine effizientere Abfuhr von Zuckerrüben zu den Werken von Südzucker deutlich zu, so dass die Rübentransporte ab ungefähr 1980 im letzten Quartal des Jahres 85 % des Güterverkehrs ausmachten. Das sonstige Güteraufkommen sank kontinuierlich.
Von 1977 an verkehrten an mehreren Sonntagen im Jahr auf der Unteren Kochertalbahn dampfbespannte Museumszüge der Eisenbahnfreunde Zollernbahn (EfZ). Das 75-jährige Bestehen der Strecke feierten die Anliegergemeinden am 2. Oktober 1982 mit einem Festakt in Neuenstadt, zu dem Dampf-Sonderzüge der Gesellschaft zur Erhaltung von Schienenfahrzeugen (GES) verkehrten. Gelegentlich kamen museale Dampflokomotiven vor Foto-Güterzügen und als Plandampf-Leistung im Rübenverkehr zum Einsatz.
1981 führte die WEG auf der Strecke den Zugbahnfunk ein.

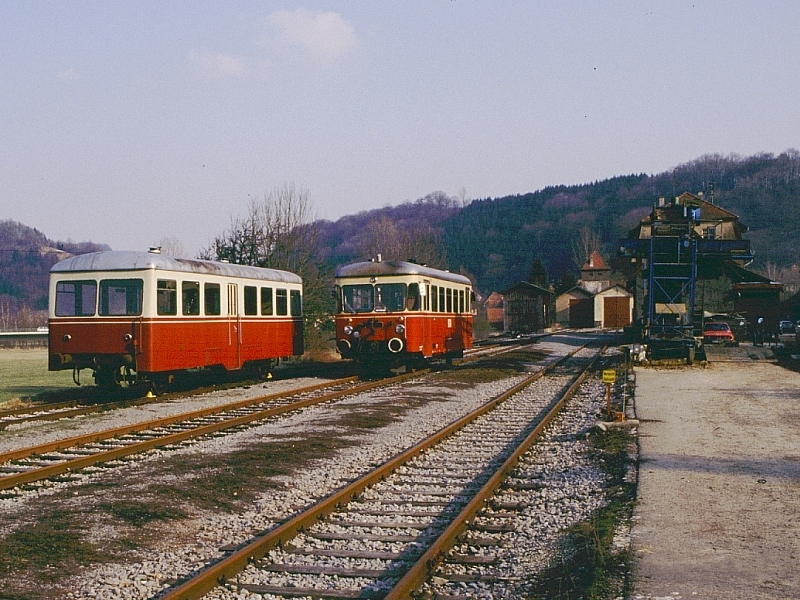
Bahnhof Ohrnberg mit VT 23 (rechts) und Beiwagen (links), Februar 1993

### Stadtbahn-Planungen und Niedergang
Im Dezember 1991 initiierten das Land Baden-Württemberg mit finanzieller Unterstützung aus dem Programm zur Verbesserung der Verkehrssituation in Baden-Württemberg und der Stadt- und Landkreis Heilbronn mit der Neuaufstellung des Gesamtverkehrsplans das ÖPNV-Leitbild 1992/1993. Im Rahmen dieser Studie wurde das Potential einer verbesserten ÖPNV-Infrastruktur im Heilbronner Raum mittels erweiterter Bus- oder Bahnangebote und der Option eines Stadtbahn-Betriebs in Anlehnung an das Karlsruher Modell untersucht. Der im Landkreis Heilbronn gelegene Abschnitt Bad Friedrichshall-Jagstfeld–Kochersteinsfeld fand dabei Berücksichtigung. Ergebnis der am 25. September 1992 vorgestellten Studie war die Empfehlung, dieses Teilstück der Unteren Kochertalbahn in das Netz der durch die Studie geborenen Stadtbahn Heilbronn aufzunehmen. Die geschätzten Investitionen alleine für den Abschnitt Bad Friedrichshall-Jagstfeld–Kochersteinsfeld beliefen sich auf 35,4 Millionen Deutsche Mark (DM).
Spätestens gegen Ende der 1980er Jahre entwickelte sich der Betrieb auf der Unteren Kochertalbahn durch das rückläufige Verkehrsaufkommen mit jährlichen Verlusten von 60.000 bis 240.000 DM stark defizitär. Darüber hinaus kündigte die Südzucker AG an, die Rübentransporte zur Zuckerfabrik in Offenau, die den größten Teil des Güterverkehrs ausmachten, zum Ende des Jahres 1993 einzustellen. Die WEG nahm dies zum Anlass, beim baden-württembergischen Verkehrsministerium um die Entbindung von der Betriebspflicht zum 31. Dezember 1992 zu ersuchen. Sie stellte die Planungen den betroffenen Kommunen am 17. Juni 1992 vor. Diese lehnten das Vorhaben ab und forderten zumindest einen Weiterbetrieb bis zur Einstellung des Rübenverkehrs sowie eine anschließende Konservierung der Strecke bis Kochersteinsfeld, um den späteren Stadtbahn-Betrieb zu ermöglichen.

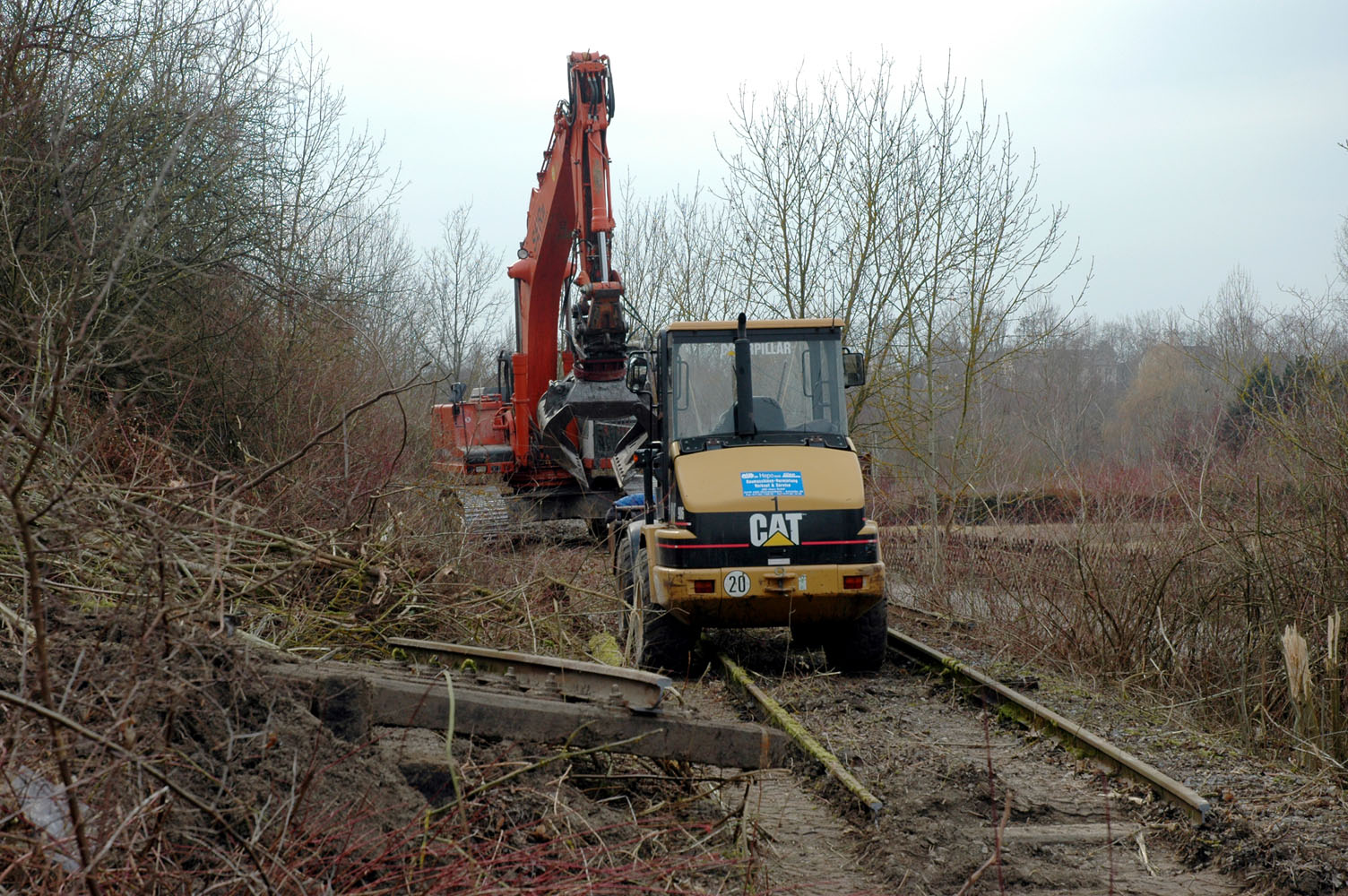
Rückbau der Strecke nahe Oedheim (Feb. 2006)

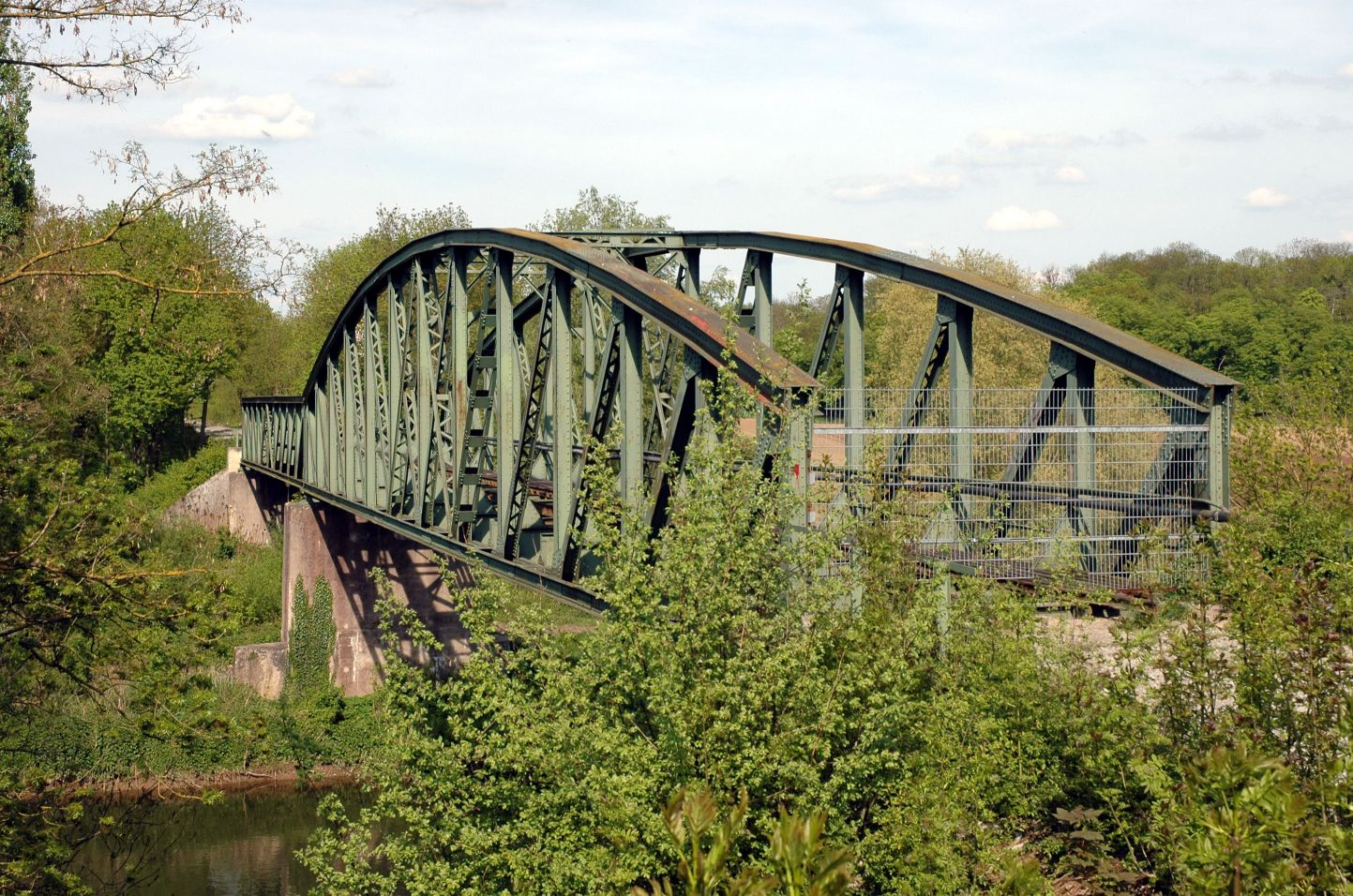
Kocherbrücke bei Bad Friedrichshall-Hagenbach im Mai 2008

Da ab 1993 ein zusätzliches Güteraufkommen in Höhe von 100.000 Tonnen pro Jahr durch den Transport von Erdaushub in Aussicht schien und Pläne für ein Güterstammgleis in Neuenstadt aufkamen, sah die WEG für 1993 vorerst von der Einstellung ab. Der letzte reguläre Personenzug befuhr die Strecke am 28. Februar 1993, noch bevor das baden-württembergische Verkehrsministerium am 1. April 1993 die Genehmigung zur dauerhaften Einstellung des Personenverkehrs und zur vorübergehenden Entbindung von der Betriebspflicht im Güterverkehr erteilte. Der letzte Museumszug verkehrte am 10. Oktober 1993. Mit dem Ende der Rübenkampagne 1993 befuhr zum letzten Mal ein Güterzug die Bahn zwischen Bad Friedrichshall-Jagstfeld und Ohrnberg. Letzter offizieller Betriebstag war der 27. Dezember 1993. Danach ruhte der Verkehr, und die Strecke verwaiste. Die Bahnübergänge wurden sukzessive asphaltiert. Der Abschnitt Kochersteinsfeld–Ohrnberg wurde anschließend stillgelegt und durch den Hohenlohekreis in einen Radweg umgebaut, der Teil des Kocher-Jagst-Radwegs ist.
Erst sieben Jahre später änderte sich die Situation für die Bahn: Im fortgeschriebenen, 2000 veröffentlichten ÖPNV-Leitbild 1999/2000 wurde im Auftrag von Stadt- und Landkreis Heilbronn erneut die Wirtschaftlichkeit des Stadtbahn-Betriebs untersucht. Da das ursprünglich angenommene Fahrgast-Potential für nicht realistisch befunden wurde, empfahl die Studie, das Vorhaben einer Stadtbahn im unteren Kochertal nicht weiter zu verfolgen. Weitere als ungünstig identifizierte Faktoren waren hohe Investitionen bei gleichzeitigen betrieblichen Nachteilen durch das notwendige Kopfmachen in Bad Friedrichshall-Jagstfeld und die kürzere Fahrzeit von Schnellbussen zwischen Heilbronn und Neuenstadt. Daher beschloss der Kreistag des Landkreises Heilbronn in seiner Sitzung vom 22. Juli 2002, auf die standardisierte Bewertung zu verzichten und die Strecke Bad Friedrichshall-Jagstfeld–Kochersteinsfeld nicht in das Zielkonzept 2010 für die Heilbronner Stadtbahn aufzunehmen. Die Stadt Neuenstadt nahm dies zum Anlass, die günstig gelegene Bahntrasse für eine Ortsumgehung zu nutzen.
Die WEG schrieb daraufhin die Strecke entsprechend § 11 des Allgemeinen Eisenbahngesetzes zur Übernahme aus und beantragte – nachdem sich bis zum 27. Dezember 2002 kein Interessent fand – die Entwidmung, die zum 21. Juni 2003 erteilt wurde. Nach langen Verhandlungen übernahmen die Anliegergemeinden die Trasse, nachdem die WEG Anfang 2006 alle verbliebenen Gleisanlagen demontiert hatte. Ende 2007 war die Neuenstädter Nordumgehung fertig gestellt. Die verbliebene Trasse wurde anschließend ebenfalls als Teil des Kocher-Jagst-Radwegs ausgebaut, die offizielle Eröffnung fand am 13. Juni 2009 statt. Die Kosten für den 19 km langen Abschnitt beliefen sich in Summe auf 3,7 Mio. € und wurden vom Land Baden-Württemberg, dem Landkreis Heilbronn und den Anliegergemeinden getragen. Wesentlicher Kostenfaktor war der Abriss und Neubau der Hagenbacher Kocherbrücke, der mit 1,1 Mio. € zu Buche schlug, nachdem sich eine Sanierung als zu teuer erwiesen hatte.

## Betrieb
Der Sitz der Betriebsleitung für die gesamte Strecke befand sich im Bahnhof Neuenstadt. Ohrnberg war seit der Verlängerung der Heimatbahnhof für alle Fahrzeuge, und der zuvor genutzte Lokschuppen in Neuenstadt konnte aufgegeben werden. Eine Werkstatt in Ohrnberg ermöglichte kleinere Reparaturen. Am Ende der langgezogenen Gleisanlagen gab es einen zweiständigen Lokschuppen und einen älteren einständigen Schuppen. Räume im Erdgeschoss des Empfangsgebäudes dienten zuletzt als Diensträume. In Bad Friedrichshall-Jagstfeld standen für die Strecke nach Ohrnberg das Personal und die Warteräume der Staatsbahn zur Verfügung.

### Fahrzeuge

#### Dampflokomotiven
Die WEG nahm die Strecke 1907 zunächst mit zwei fabrikneuen Vierkuppler-Tenderlokomotiven in Betrieb. Die Maschinen wurden von der Maschinenbauanstalt Humboldt in Köln als Nassdampf-Verbundtriebwerk beschafft und trugen die WEG-internen Nummern 11 und 12. Lok 12 war bis 1959 durchgängig in Ohrnberg stationiert und wurde nach ihrem Betriebsende vor Ort verschrottet. Lok 11 kam 1933 auf die WEG-Strecke Amstetten–Gerstetten und später zur Vaihinger Stadtbahn.
Die WEG-Loks 14 und 15, beide Vierkuppler mit Nassdampf-Verbundtriebwerk, ersetzten die Lok 11. Sie wurden 1908 von Borsig für die Kleinbahn Bremen–Thedinghausen (BTh) gebaut und 1914 von der WEG erworben, die sie zunächst auf der Bahnstrecke Nürtingen–Neuffen einsetzte. Bis zu ihrer Ausmusterung (1956 beziehungsweise 1960) verblieben die beiden Loks auf der unteren Kochertalbahn und wurden danach in Ohrnberg verschrottet.
Zeitweise setzte die WEG auf dieser Strecke weitere gebraucht beschaffte Einzelmaschinen ein:
Lok 16 war ein Dreikuppler mit Nassdampf-Zwillingstriebwerk und wurde 1911 von der Hohenzollern AG für die Kleinbahn Kaldenkirchen–Brüggen gebaut. 1922 kam sie zur WEG, zunächst auf die Strecke Nürtingen–Neuffen, später auch nach Ohrnberg.
Lok 19 war ein Vierkuppler mit Nassdampf-Verbundtriebwerk. Sie war 1906 von Borsig für die Eberswalde-Schöpfurther Eisenbahn gebaut worden und kam 1926 zur WEG, außer auf der Unteren Kochertalbahn war sie auch zwischen Nürtingen und Neuffen im Einsatz.
1932 war kurzzeitig die Lok 20 im Einsatz: Der Nassdampf-Vierkuppler war 1914 von Hanomag für eine Zuckerfabrik in Kapstadt gebaut, aber wegen des Ersten Weltkriegs nicht mehr ausgeliefert worden. Danach kam sie auf der Flensburger Hafenbahn zum Einsatz, bis sie 1932 von der WEG übernommen wurde. Wegen ihrer zu geringen Dampfproduktion war sie für den Einsatz auf der langen Strecke zwischen Bad Friedrichshall-Jagstfeld und Ohrnberg ungeeignet und kam danach als Ersatzlok auf verschiedene WEG-Strecken.
| WEG-Nr. | Bauart | Hersteller   | Baujahr | Fabriknummer | Zu-/Abgang |
| ------- | ------ | ------------ | ------- | ------------ | --- |
| 11      | Dn2tv  | Humboldt     | 1906    | 320          | 1933 nach Amstetten–Gerstetten, 1959 verschrottet                                                                                 |
| 12      | Dn2tv  | Humboldt     | 1906    | 321          | 1959 in Ohrnberg verschrottet |
| 14      | Dn2tv  | Borsig       | 1908    | 6679         | 1914 von BTh an WEG, etwa 1933 nach Ohrnberg, 1956 in Ohrnberg verschrottet                                                       |
| 15      | Dn2tv  | Borsig       | 1908    | 6681         | 1914 von BTh an WEG, etwa 1933 nach Ohrnberg, 1960 in Ohrnberg verschrottet                                                       |
| 16      | Cn2t   | Hohenzollern | 1911    | 2722         | 1922 von KKB an WEG, zu unbekanntem Zeitpunkt nach Ohrnberg, 1951 in Ohrnberg verschrottet                                        |
| 19      | Dn2tv  | Borsig       | 1907    | 5908         | 1926 von ESchE an WEG, nach 1945 nach Ohrnberg, 1959 in Ohrnberg verschrottet                                                     |
| 20      | Dn2t   | Hanomag      | 1914    | 7186         | 1932 von Flensburger Hafenbahn nach Ohrnberg, zu unbekanntem Zeitpunkt zu anderen WEG-Strecken, 1959 in Enzweihingen verschrottet |

#### Triebwagen
Die dampffreie Ära begann am 14. Februar 1956 mit dem neu von der Waggonfabrik Fuchs beschafften Triebwagen T 06. Er hatte die Achsfolge Bo und bot Sitzplätze für 42 Personen. Er war mit Puffern und Schraubenkupplungen ausgestattet und konnte damit als Schlepptriebwagen auch Güterzüge befördern. Eingebaut waren zwei Motoren vom Typ Büssing U11D mit je 210 PS. Von 1956 bis 1979 wickelte er den gesamten Verkehr ab. Danach gelangte er auf die Strecke Nürtingen–Neuffen und ist heute noch auf der Museumsbahn Amstetten–Gerstetten im Einsatz.
Am 3. Oktober 1979 lösten die beiden Triebwagen T 23 und T 24, die zwischen Nürtingen und Neuffen nicht mehr benötigt wurden, den T 06 ab. Nach der Einstellung des Betriebs zwischen Bad Friedrichshall-Jagstfeld und Ohrnberg wurden sie zunächst nach Neuffen überführt und sind heute bei der Westerwaldbahn GmbH im Einsatz.
| WEG-Nr. | Bauart | Hersteller          | Baujahr | Fabriknummer | Zu-/Abgang                                                                      |
| ------- | ------ | ------------------- | ------- | ------------ | ------------------------------------------------------------------------------- |
| T 06    | Bo     | Fuchs               | 1956    | 9056         | 1979 nach Nürtingen–Neuffen, heute Museumsbahn Amstetten–Gerstetten             |
| T 23    | Bo     | Gmeinder / Auwärter | 1968    | 5442         | 1979 von Nürtingen–Neuffen, 1996 zur Westerwaldbahn, 2009 zur IGEBA in Krumbach |
| T 24    | Bo     | Gmeinder / Auwärter | 1968    | 5443         | 1979 von Nürtingen–Neuffen, 1996 zur Westerwaldbahn, 2009 zur IGEBA in Krumbach |

#### Wagen
Für den Personenverkehr standen anfangs drei Wagen zur Verfügung, darüber hinaus gab es bis zur Einstellung der Postbeförderung 1958 einen kombinierten Post- und Gepäckwagen. Mit der Verlängerung nach Ohrnberg vergrößerte sich der Bestand auf fünf Personenwagen, und es konnten zwei Züge gebildet werden. Mangels Bedarfs durch die Abwicklung des Personenverkehrs mit Dieseltriebwagen sank der Bestand bis Ende der 1960er Jahre sukzessive auf drei und wurde dann ganz abgebaut. 1965 kam der Beiwagen VB 122 von der WEG-Strecke Albstadt-Ebingen–Onstmettingen zur Verstärkung des VT 06 nach Ohrnberg. Der Wagen entstand 1956 bei Auwärter aus dem Fahrgestell eines alten Personenwagens. Mit dem Tausch von T 06 gegen T 23 und 24 kam der VB 122 nach Neuffen und der 1958 aus einem Personenwagen-Fahrgestell von 1908 umgebaute Beiwagen VB 204 von Neuffen nach Ohrnberg. Damit umfasste der Fahrzeugpark der Unteren Kochertalbahn von 1980 bis zur Betriebseinstellung 1993 ständig die Diesel-Triebwagen T 23 und 24 sowie den Beiwagen VB 204.
In der Zeit zwischen den Weltkriegen gab es für den Güterverkehr drei gedeckte und fünf offene Güterwagen. Bis auf eine Ausnahme waren diese Wagen bei der DRG eingestellt und konnten daher auch außerhalb der WEG-Strecke eingesetzt werden.

### Personenverkehr

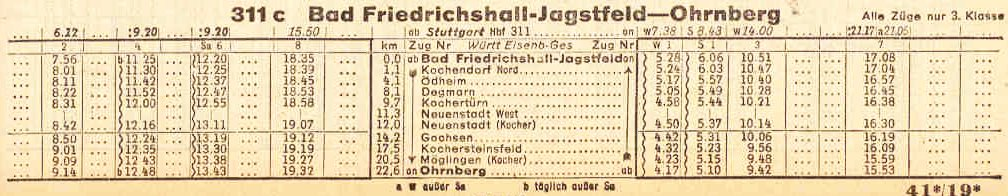
Auszug aus dem Kursbuch von 1944

Das Personenzug-Angebot umfasste nach der Eröffnung der Gesamtstrecke werktags vier und sonntags fünf Zugpaare. Mittwochs verkehrte ein zusätzliches Zugpaar zwischen Jagstfeld und Neuenstadt. Die Fahrzeit für die 11,9 Kilometer betrug 62 bis 72 Minuten. Dieses Zugangebot hielt sich konstant bis zum Ende des Zweiten Weltkriegs. 1938 benötigte ein Personenzug für die gesamte Strecke nach Ohrnberg 56 Minuten. Ab 1950 umfasste das Zugangebot nur noch drei Zugpaare mit einer Reisezeit von 60 bis 70 Minuten. Zusätzlich gab es ein Zugpaar zwischen Bad Friedrichshall-Jagstfeld und Kochersteinsfeld. Dieses Zugangebot blieb in den Folgejahren konstant. Mit der Umstellung des Betriebs auf Dieseltriebwagen konnte die Reisezeit auf 42 Minuten gesenkt werden. Ab 1970 bereicherten zusätzliche Schülerzüge das Fahrplanangebot. Erst 1983 hob die WEG den Betrieb an Wochenenden von Samstagmittag bis zum Montagmorgen auf, zu einem Zeitpunkt, an dem dies für die anderen WEG-Strecken bereits umgesetzt war. 1984 umfasste das Zugangebot nur noch ein Zugpaar in beide Richtungen, dazu einen Zug von Ohrnberg nach Bad Friedrichshall-Jagstfeld, ein GmP-Paar und einen GmP von Bad Friedrichshall-Jagstfeld nach Ohrnberg. Für den Schülerverkehr gab es ein Zugpaar und einen einzelnen Zug von Bad Friedrichshall-Jagstfeld nach Neuenstadt sowie ein Zugpaar von Bad Friedrichshall-Jagstfeld nach Kochersteinsfeld. Die Fahrzeit betrug 43 Minuten, mit einem GmP waren es 64 bis 91 Minuten. 1985 bot der Fahrplan noch ein zusätzliches Zugpaar, wurde danach aber kontinuierlich reduziert: 1989 gab es an Werktagen außerhalb des Schülerverkehrs zwei Zugpaare, ab 1990 nur noch eines in Form des GmP.

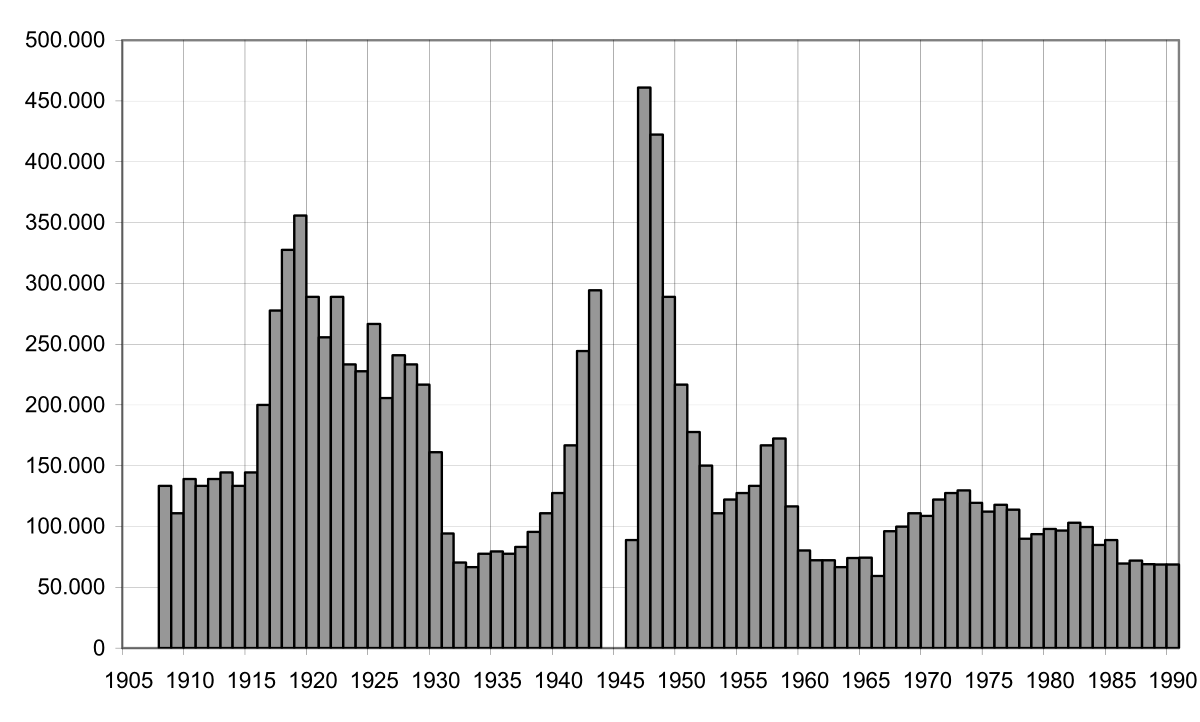
Entwicklung des Fahrgastaufkommens 1908–1990

Die jährliche Zahl der Fahrgäste lag nach der Eröffnung bei rund 120.000. Diese Zahl erhöhte sich durch die Verlängerung der Strecke nach Ohrnberg 1913 kaum und stieg bis 1919 auf rund 350.000. Danach sank die Zahl ständig und erreichte 1935 mit 80.000 ein Minimum. Nach Ende des Zweiten Weltkriegs kam es durch die zahlreichen Hamsterfahrten zum Fahrgast-Maximum mit 470.000 Personen. Durch den zunehmenden Individualverkehr und die seit 1949 konkurrierenden Buslinien sank das Fahrgastaufkommen wieder und erreichte 1966 seinen absoluten Tiefpunkt. Die Ausrichtung des Verkehrsangebots auf den Schülerverkehr zu den in den 1950er Jahren eingerichteten Mittelpunktschulen in Bad Friedrichshall, Oedheim und Neuenstadt konnte das Verkehrsaufkommen etwas beleben, wenn auch der Schülerverkehr wenig profitabel war.

### Güterverkehr

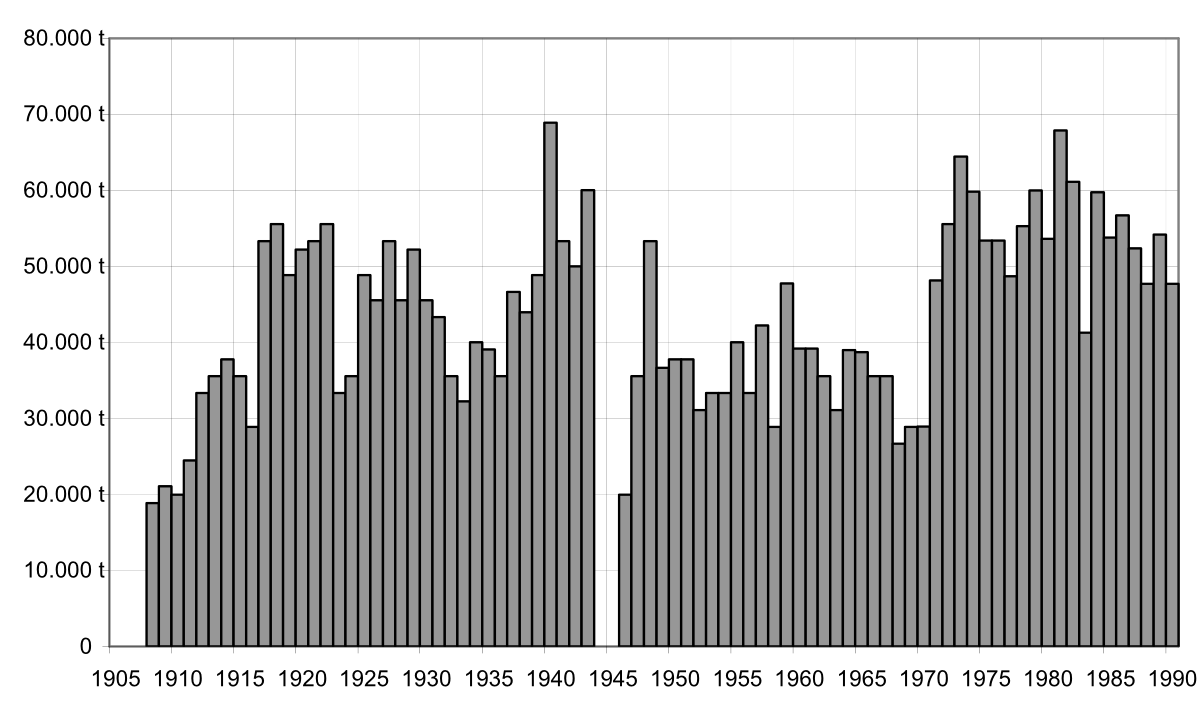
Entwicklung des Frachtaufkommens 1908–1990

Der Güterverkehr entlang des unteren Kochertals entwickelte sich in den Anfangsjahren zufriedenstellend und ohne besonderen Schwerpunkt. Im Güterverkehr wurden unter anderem die Glockengießerei und Feuerwehrgerätefabrik Bachert, die Unterland AG (heute: Hengstenberg) und das Gaswerk in Kochendorf und verschiedene Steinbrüche und Sägewerke beliefert, außerdem machte der Landhandel zuletzt einen Anteil von knapp 10 % aus; es gab Genossenschaftslager an den Bahnhöfen in Oedheim, Neuenstadt, Kochersteinsfeld und Möglingen. Nach dem Zweiten Weltkrieg konnten am Bahnhof Kochendorf Nord mit einem Hersteller von Büro- und Lagersystemen und einem Altöl-Verwertungs-Unternehmen zusätzliche Kunden gewonnen werden. 1962 und in den 1970er Jahren gab es Planungen für eine Erdölraffinerie zwischen Oedheim und Kochertürn, die ein Anschlussgleis erhalten hätte. Das Projekt scheiterte jedoch am Widerstand der Bevölkerung.
Im Stückgutverkehr wurde die gesamte Strecke bis Ohrnberg bedient, in den letzten Jahren mit mindestens einem Wagen täglich. In Neuenstadt befand sich für die Lagerung des Stückguts ein großer Schuppen. Die WEG bediente weitere Orte im Kochertal von Neuenstadt aus per Lkw; nach der Einstellung des Stückgutverkehrs im unteren Jagsttal durch die DB zum 31. Dezember 1979 übernahm die WEG per Lkw auch die Stückguttransporte dorthin. Nachdem die DB den Stückgutverkehr zum 31. Dezember 1989 vollständig auf die Straße verlagerte und damit der WEG keine Güterwagen mehr zustellte, bediente eine Spedition den Verkehr von Heilbronn aus per Lkw.
Nach dem Zweiten Weltkrieg war der Transport von Zuckerrüben zu den Zuckerfabriken während der Kampagne im Herbst von größter Bedeutung. Ab den 1970er Jahren unterstützten genossenschaftlich beschaffte moderne Verladeanlagen den automatischen Umschlag der Rüben von Anhängern in die offenen Güterwagen. Feste Anlagen befanden sich in Oedheim, Kochertürn, Gochsen und Ohrnberg, eine bewegliche Anlage gab es in Kochersteinsfeld und zeitweise in Neuenstadt. Während der Kampagne wurden beispielsweise 1990 monatlich 600 bis 700 Güterwagen abgefertigt, außerhalb der Saison maximal 20. Diese Transporte machen zuletzt rund 85 % des gesamten Güterverkehrsaufkommens aus, so dass die Verlagerung des Rübenverkehrs auf die Straße Anfang der 1990er Jahre neben dem nicht konkurrenzfähigen Personenverkehrsangebot ausschlaggebend für den Niedergang der Bahnstrecke war.
Bedeutsame Kunden im Güterverkehr gab es 1993 abgesehen vom Rübenverkehr nicht mehr, nachdem die Feuerwehrgerätefabrik Bachert 1987 in Konkurs gegangen, die Altöl-Verwertung umgezogen war und Hengstenberg und die Sägewerke in Gochsen auf die Straße abgewandert waren.

### Unfälle
1964 drehte der Süddeutsche Rundfunk den Film Gefährlich leben mit dem Stuntman Arnim Dahl. Eine Szene entstand auf der Unteren Kochertalbahn zwischen Oedheim und Bad Friedrichshall-Hagenbach auf Höhe der damaligen Merckle-Flugzeugwerke, dem heutigen Flugplatz am Hirschfeldpark. Dahl sollte vom fahrenden Zug aus über eine Strickleiter in einen über ihm fliegenden Hubschrauber klettern. Er bekam dabei die Leiter nicht zu fassen, stürzte die Böschung herab und musste schwer verletzt ins Krankenhaus eingeliefert werden.

## Verlauf

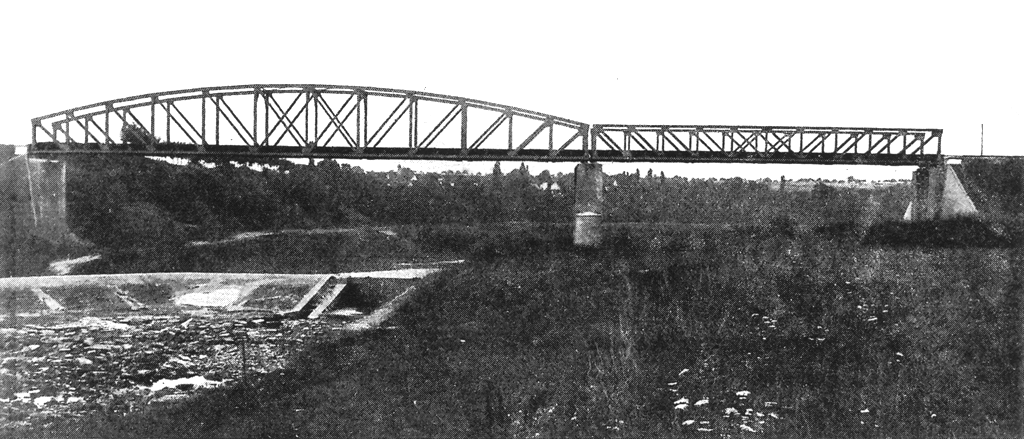
Kocherbrücke bei Bad Friedrichshall-Hagenbach (1907)

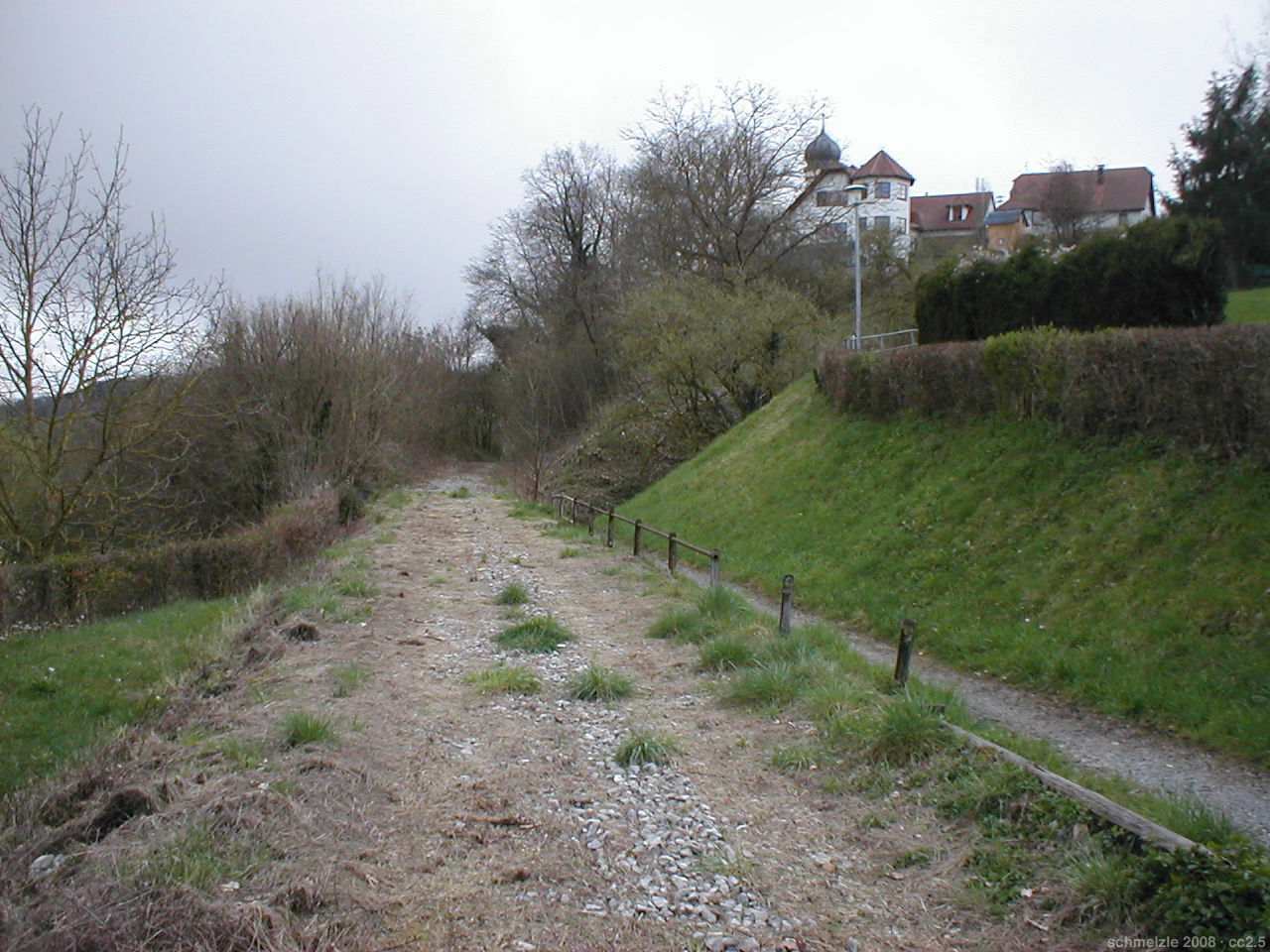
Brach liegende Trasse nach dem Rückbau in Degmarn (Apr. 2008)

Die Untere Kochertalbahn nahm seit dem Neubau des Bahnhofs Bad Friedrichshall-Jagstfeld 1952 ihren Ausgang im Bahnhof der Deutschen Bundesbahn, zuvor hatte die WEG über einfache eigene Gleisanlagen und ein Verbindungsgleis für die Überstellung von Güterwagen verfügt. Ein eigenes Dienstgebäude hatte es damals nicht gegeben.
Hinter Jagstfeld verlief die Bahn durch den Kocherwald und erreichte den nördlich des Kochers liegenden Rand von Kochendorf am Bahnhof Kochendorf Nord, der über Gleisanschlüsse für verschiedene Industriebetriebe verfügte. Einziger mit Schranken gesicherter Bahnübergang war die anschließende Kreuzung der L 1096 Bad Friedrichshall–Züttlingen. Nach 2,5 Kilometern erreichte die Bahn hinter Hagenbach den Kocher, kürzte eine Schleife mittels der ersten von insgesamt drei Fachwerkbrücken über den Kocher ab und kam in Oedheim wieder an den Kocher heran. Um die Trasse zwischen Schloss und Fluss entlangzuführen, mussten der Trasse mehrere Gebäude weichen.
Der nun folgenden Schleife des weiten und nicht tief eingeschnittenen Tals bis Kochertürn folgte die Strecke und erreichte so Degmarn. Das dortige Empfangsgebäude wurde 1971 abgerissen, der Bahnhof wurde 1981 zu einem Haltepunkt herabgestuft. Der Bahnhof von Kochertürn lag gegenüber der Ortschaft und konnte über eine Brücke erreicht werden. Bei Neuenstadt West, an der Mündung der Brettach gelegen, musste die Bahntrasse durch umfangreiche Stützmauern zum Kocher abgesichert werden. Der folgende Bahnhof von Neuenstadt mit seinem großzügigen Empfangsgebäude befand sich unterhalb der Stadt nahe am Kocher.
Im Anschluss an die zweite Kocherbrücke unterfuhr die Bahn die Kochertalbrücke der A 81 und erreichte Gochsen. Die im Anschluss folgenden Bahnhöfe von Kochersteinsfeld und Möglingen lagen eng am Hang des Kochertals. Vor Ohrnberg wechselte die Strecke ein letztes Mal die Flussseite. In Ohrnberg, heute ein Stadtteil von Öhringen, befanden sich die Anlagen zur Wartung der Fahrzeuge. Im großen Empfangsgebäude standen Diensträume zur Verfügung.
Charakteristisch für die Untere Kochertalbahn waren zwischen Bad Friedrichshall-Jagstfeld und Neuenstadt die Bahnhofsgebäude in Fachwerk-Klinker-Bauweise mit Dienst- und Wartesaal sowie Güterschuppen. Die Bauten der Verlängerung bis Ohrnberg waren wesentlich einfacher gehalten. Die Gebäude in Kochendorf Nord und in Degmarn, sowie die Gebäude in Gochsen und in Möglingen waren jeweils baugleich.

## Relikte

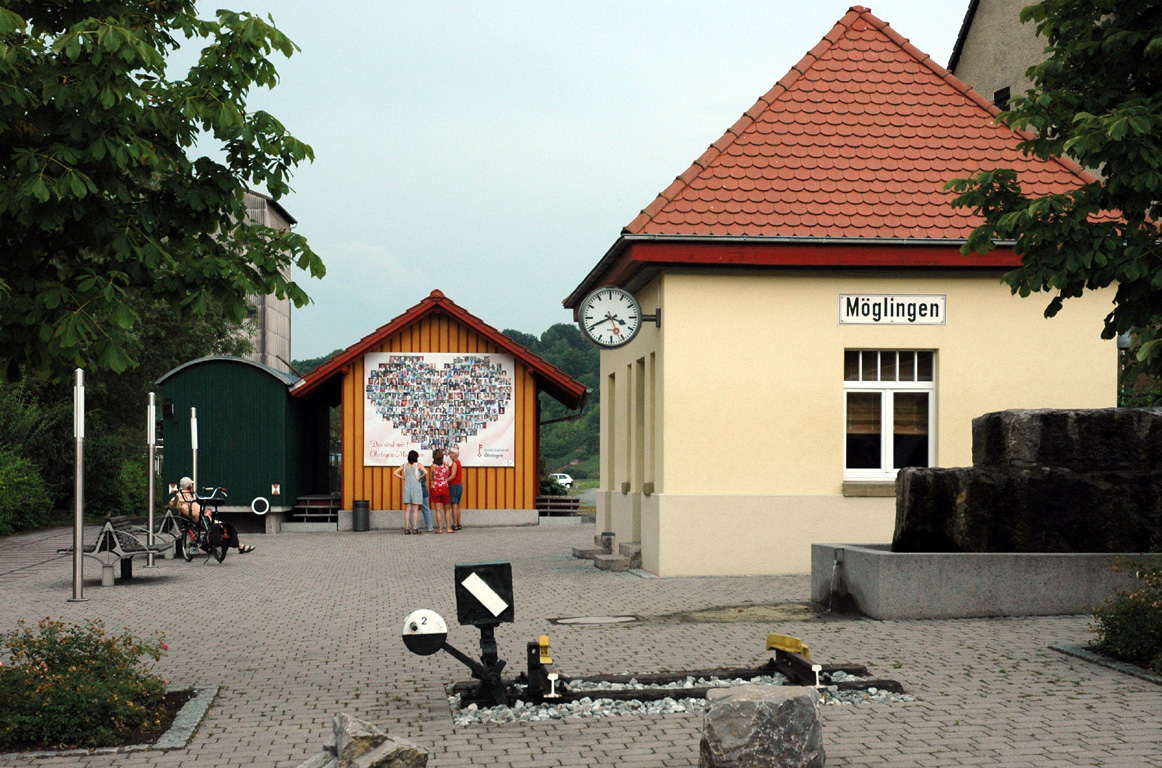
Ehemaliger Haltepunkt in Möglingen, heute Dorfplatz (Juli 2008)

Die Trasse der Unteren Kochertalbahn blieb größtenteils erhalten und nimmt nun fast auf der gesamten Länge einen Fahrradweg auf. In Neuenstadt nutzt die Nord-Umgehungsstraße seit 2007 die Trasse. Der ehemalige Bahndamm zum Oedheimer Militärflugplatz kann noch an einigen Stellen entlang der Glückshalde ausgemacht werden.
Von den neun Bahnhofsgebäuden sind heute (Stand 2011) noch sieben erhalten. Das Oedheimer Gebäude ist noch bewohnt und befindet sich seit dem Rückbau der Strecke inmitten einer Brache. Über eine zukünftige Nutzung gibt es seitens der Gemeinde noch keine konkreten Pläne. Gleiches gilt für die momentan leer stehenden Bahnhöfe in Kochertürn und in Neuenstadt, wobei das denkmalgeschützte Empfangsgebäude in Neuenstadt noch bis 2007 die Betriebsleitung der WEG-KVG beherbergte. Das Empfangsgebäude in Gochsen ist anhand des Bahnhofsschildes noch als solches zu erkennen und dient heute als Vereinsheim.
Bemerkenswert ist das ehemalige Bahnhofsareal in Möglingen, das zu einem Dorfplatz umgestaltet wurde. Verschiedene Eisenbahn-Relikte wie ein Wagen, eine Bahnhofsuhr und das Stationsschild am früheren Bahnhofsgebäude weisen dort auf die ehemalige Bahn hin. Das Empfangsgebäude wird heute unter anderem als Wahllokal genutzt. Im früheren, nun denkmalgeschützte Bahnhofsareal in Ohrnberg befindet sich heute ein Laden- und Messebauunternehmen, wobei alte Eisenbahnwagen als Lagerräume Verwendung finden.

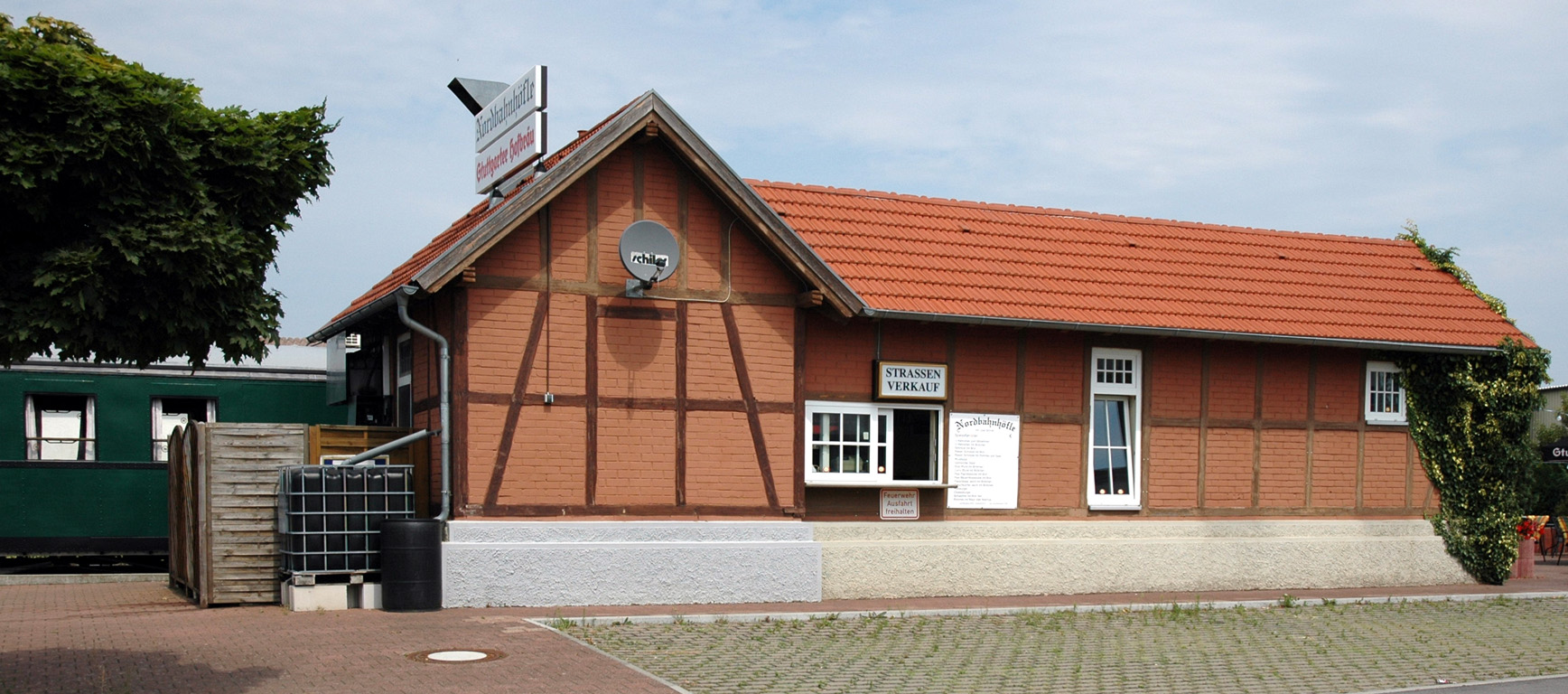
Bahnhofsgebäude Kochendorf Nord, heute Gaststätte (Juli 2008)
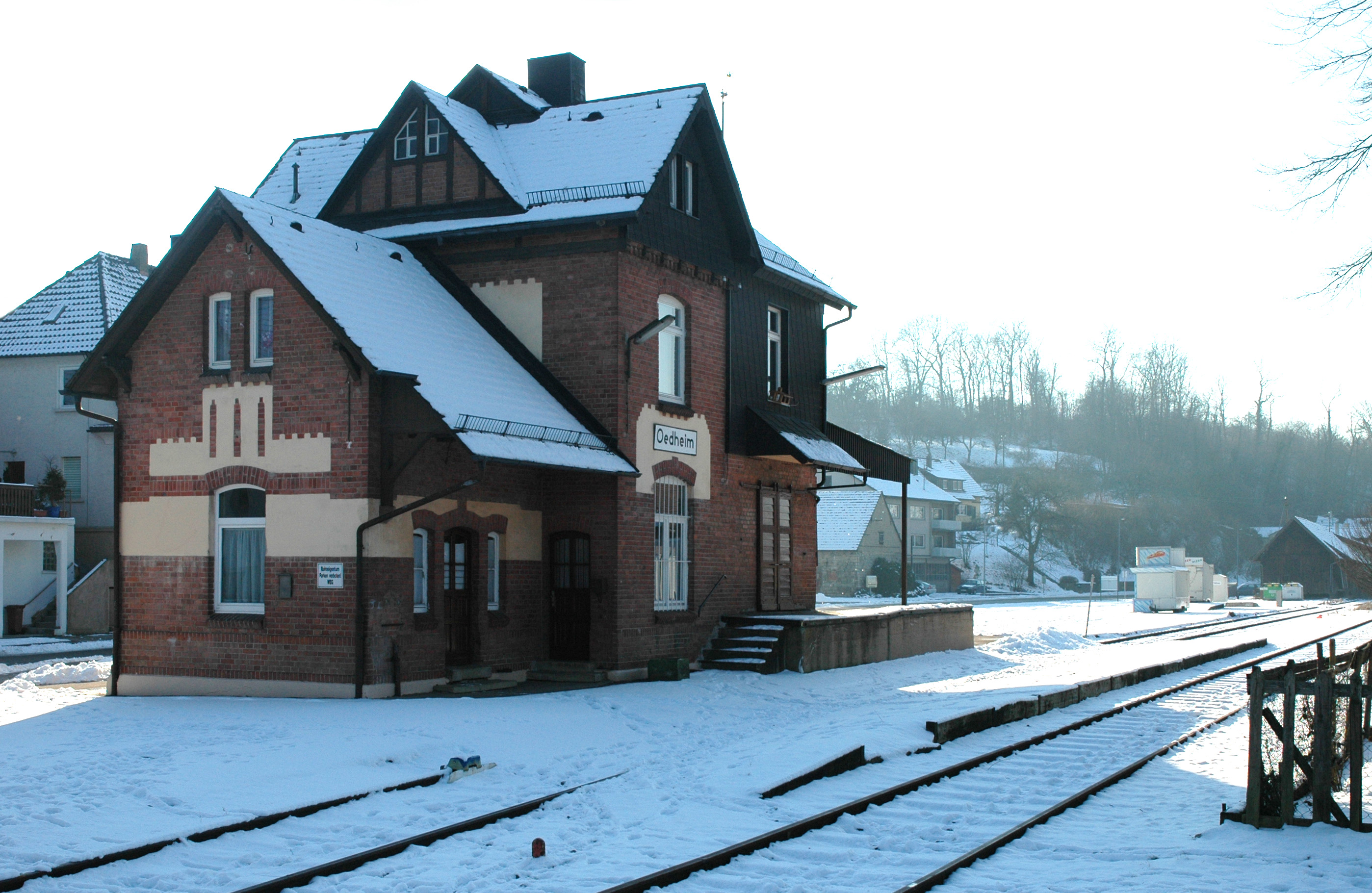
Bahnhof in Oedheim (Jan. 2006)
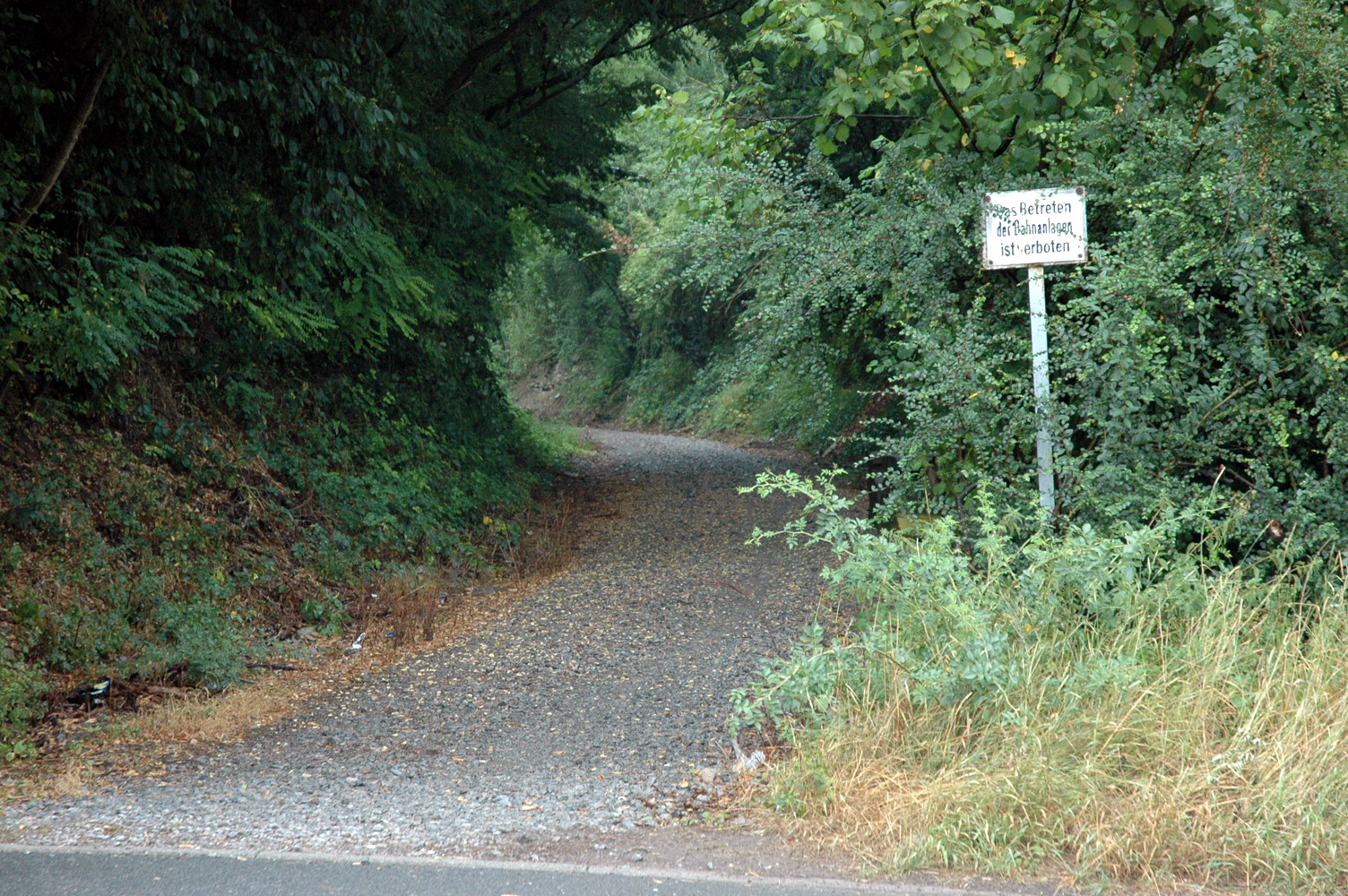
Demontierte Trasse in Gochsen (Juli 2008)
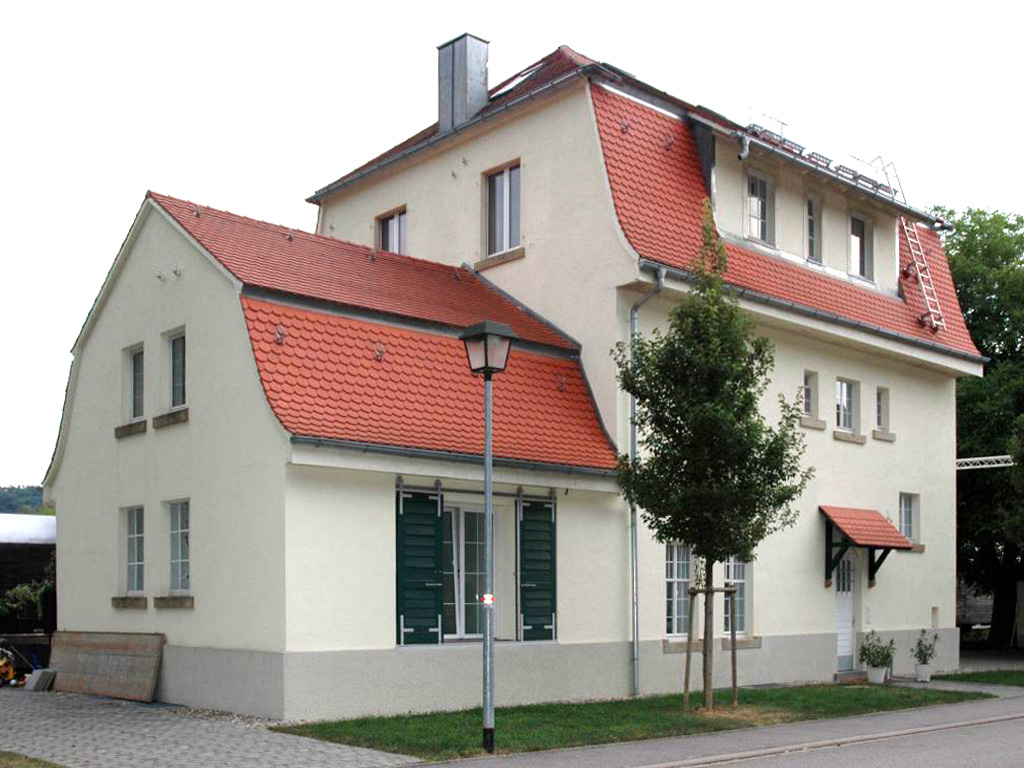
Empfangsgebäude in Ohrnberg (Juli 2008)

## ÖPNV im Kochertal heute
Die Städte und Gemeinden an der ehemaligen Unteren Kochertalbahn besitzen, mit Ausnahme der Stadt Bad Friedrichshall, keine Anbindung mehr an das Schienennetz.
Durch die Zubringerbusse der Linie 625, die in den Heilbronner Nahverkehr integriert sind, erhalten die Stadt Neuenstadt am Kocher, ihre Stadtteile Stein am Kocher und Kochertürn, der Oedheimer Ortsteil Degmarn sowie Oedheim selbst, die Stadtteile Bad Friedrichshall-Ost und Bad Friedrichshall-Nord/Mitte alle 60 Minuten Zugang zum überregionalen Schienennahverkehr am Bad Friedrichshaller Hauptbahnhof. Diese Zubringerbusse wurden im Streckenabschnitt Bad Friedrichshall–Oedheim–Bad Friedrichshall durch die zusätzliche Linie 628 auf einen Halbstundentakt verdichtet.